# Coatlicue (étoile)
Cet article concerne l'étoile. Pour la divinité aztèque, voir Coatlicue.
Coatlicue est le nom donné à une hypothétique étoile à présent disparue dont l'explosion en supernova serait à l'origine de la formation du Soleil et, de façon plus générale, du système solaire. 

## Caractéristiques
Coatlicue aurait été une étoile d'au moins trente fois la masse du Soleil dont l'explosion aurait généré des vents puissants qui, en compressant le gaz de la nébuleuse locale, aurait donné naissance à une centaine d'étoiles dont le Soleil. L'existence et les caractéristiques de cette étoile ont été déduites de la présence d'aluminium 26 dans les météorites. 
En 2016, une équipe de chercheurs réévalue sa masse à douze fois celle du Soleil.

## Étymologie
Coatlicue est la mère du Soleil dans la cosmogonie aztèque,.
Ce nom n'a rien d'officiel et il a été proposé par Matthieu Gounelle et Georges Meynet, les auteurs d'un article paru dans Astronomy & Astrophysics.

#### Publications scientifiques
- (en) [Banerjee et al. 2016] Projjwal Banerjee, Yong-Zhong Qian, Alexander Heger et W. C. Haxton, « Evidence from stable isotopes and Be-10 for solar system formation triggered by a low-mass supernova », Nature Communications, vol. 7, no 13639,‎ 22 novembre 2016 (DOI 10.1038/ncomms13639, arXiv 1611.07162, lire en ligne)
- (en) [Boss et Keiser 2010] Alan P. Boss et Sandra A. Keiser, « Who pulled the trigger: a supernova or an asymptotic gant branch star? », The Astrophysical Journal Letters, vol. 717, no 1,‎ 8 juin 2010 (lire en ligne)
- (en) [Cameron et Truran 1977] A. G. W. Cameron et J. W. Truran, « The supernova trigger for formation of the solar system », Icarus, vol. 30, no 3,‎ mars 1977, p. 447-461 (DOI 10.1016/0019-1035(77)90101-4, lire en ligne)
- (en) [Takigawa et al. 2008] A. Takigawa et al., « Injection of Short-Lived Radionuclides into the Early Solar System from a Faint Supernova with Mixing Fallback », The Astrophysical Journal, vol. 688, no 2,‎ 2008 (lire en ligne)Les co-auteurs de l'article sont, outre A. Takigawa, J. Miki, S. Tachibana, G. R. Huss, N. Tominaga, H. Umeda et K. Nomoto.

#### Articles de vulgarisation
- [Sacco 2012] Laurent Sacco, « Le Soleil serait né de l’explosion d’une supernova », Futura,‎ 30 août 2012
- [CNRS 2014] CNRS, « Le Soleil est peut-être né dans le vent d'une supernova », Futura,‎ 19 décembre 2014 (lire en ligne, consulté le 26 février 2020)
- [Sacco 2017] Laurent Sacco, « Le visage de Coatlicue, l'étoile mère du Soleil, se précise », Futura,‎ 28 mai 2017 (lire en ligne, consulté le 26 février 2020).